# Erebia varianthus
Erebia varianthus är en fjärilsart som beskrevs av Sheldon 1913. Erebia varianthus ingår i släktet Erebia och familjen praktfjärilar. Inga underarter finns listade i Catalogue of Life.